# 阿恩斯布拉克冰川

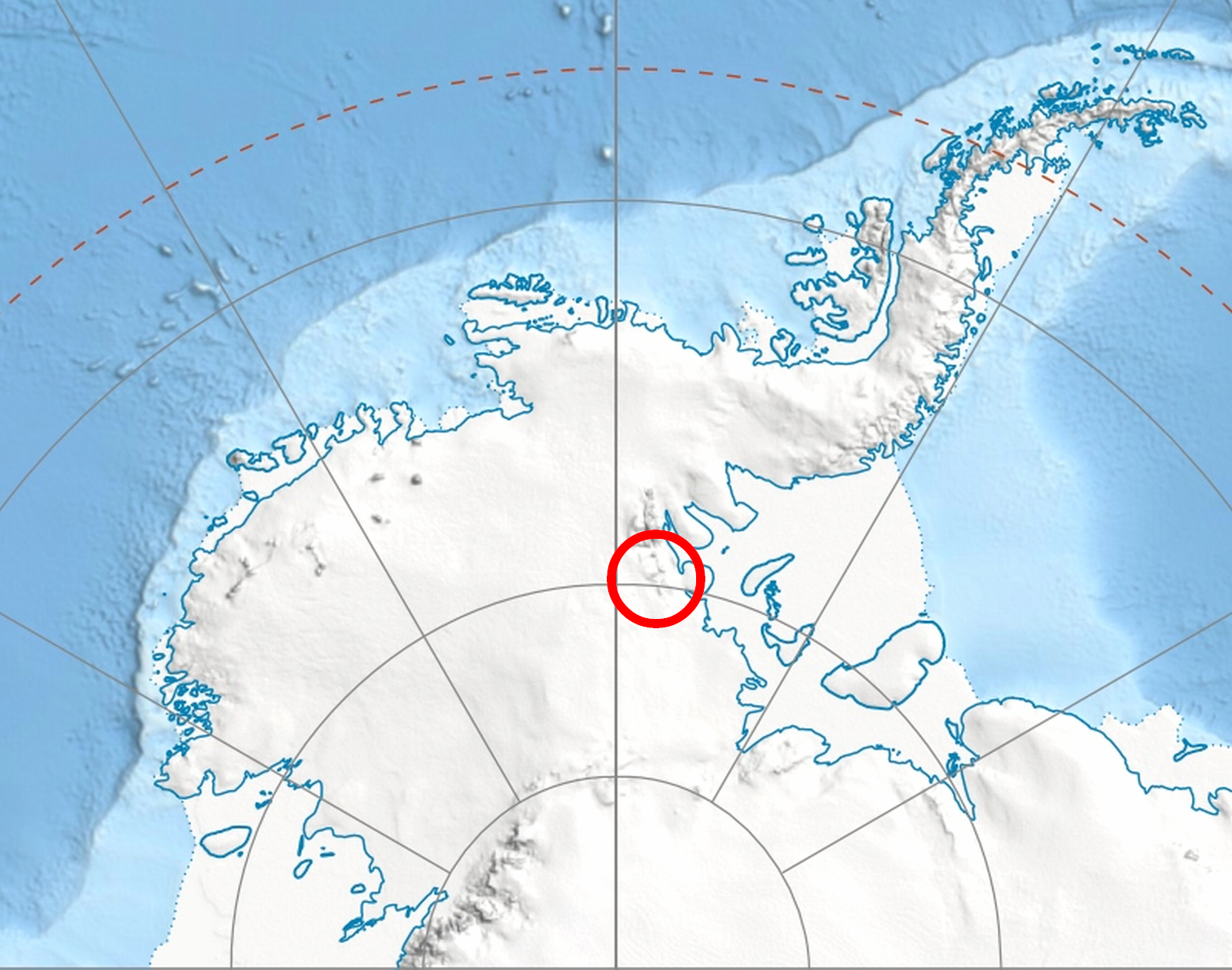

阿恩斯布拉克冰川是南極洲的冰川，位於埃爾斯沃思地，處於赫里蒂奇嶺的企業山，流經薩頓峰和舒梅克峰之間，最終注入尤尼昂冰川。
79°48′S 82°18′W / 79.800°S 82.300°W